# La caixa de les sorpreses
La caixa de les sorpreses (títol original en anglès: The Wrong Box) és una pel·lícula britànica dirigida per Bryan Forbes estrenada el 1966, inspirada en la novel·la de Robert Louis Stevenson. Ha estat doblada al català.

## Argument
Robert Louis Stevenson es va inspirar en aquesta història d'un procediment determinat d'un banc, anomenat Tontin inventat pel banquer napolità Lorenzo de Tonti, conventit en una intricada comèdia d'humor negre plena d'equívocs.
Uns pares decideixen obrir un compte bancari. La suma s'anirà acumulant durant anys per anar finalment a aquell fill que aconsegueixi sobreviure als altres. Molt de temps després només en queden dos: Els Germans Finsbury, Joseph i Masterman, dos germans que s'odien.

## Repartiment
- Ralph Richardson: Joseph Finsbury
- John Mills: Masterman Finsbury
- Michael Caine: Michael Finsbury
- Peter Cook: Morris Finsbury
- Dudley Moore: John Finsbury
- Nanette Newman: Julia Finsbury
- Wilfrid Lawson: Peacock
- Peter Sellers: El Doctor Pratt
- Tony Hancock: El detectiu

## Premis i nominacions

### Premis
- 1967: BAFTA al millor vestuari britànic per Julie Harris

### Nominacions
- 1967: BAFTA al millor actor britànic per Ralph Richardson
- 1967: BAFTA a la millor direcció artística britànica per Ray Simm